# St. Andreas (Brok)

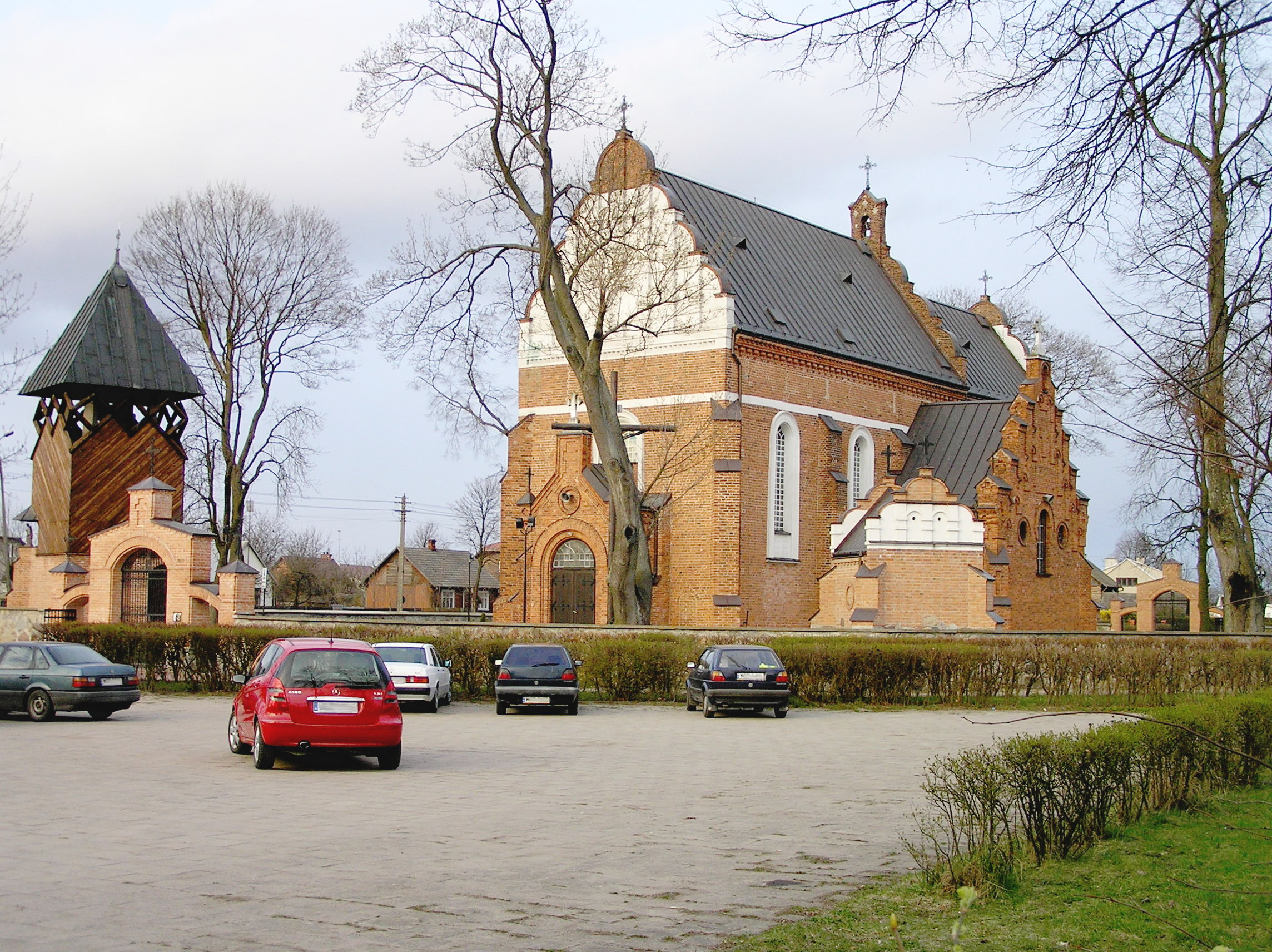
Brok, St. Andreas

Die römisch-katholische Kirche St. Andreas (poln. Kościół św. Andrzeja Apostoła) in Brok, einer Stadt im Powiat Ostrowski der Woiwodschaft Masowien in Polen, ist eine Renaissancekirche. Sie gehört zum Bistum Łomża.

## Geschichte
Die erste Kirche am Ufer des Bug wurde im 12. Jahrhundert errichtet und 1239 erstmals urkundlich erwähnt. Die Kirche wurde in den Jahren von 1542 bis 1545 im Renaissancestil von Giovanni Battista ausgebaut und 1560 von Bischof Andrzej Noskowski erneut geweiht. Stifter war der Bischof Samuel Maciejowski. 1620 kam die frühbarocke Kapelle hinzu. Die Kirche wurde während des polnisch-schwedischen Krieges im 17. Jahrhundert und im Zweiten Weltkrieg beschädigt und jeweils 1744 und nach 1945 restauriert.